# 山田ババアに花束を
『山田ババアに花束を』（やまだババアにはなたばを）は、花井愛子による日本のライトノベル。イラストは折原みとが担当している。1989年にはミュージカル化が、1990年には映画化が行われた。

## あらすじ
名門女子高のオールドミス（昭和19年生まれの設定）女教師・山田正子は、ほとんど男性と付き合った経験もなく、非常に堅い性格で厳しく生徒指導に当たる。一方で同高校の1年生・神崎瑠奈は今時の女の子らしく遊びまくる毎日で、山田とは天敵ともいえる関係にあった。しかし山田のお見合い中に、とあるきっかけで二人の体が入れ替わってしまった。

## 既刊一覧
- 花井愛子（著） / 折原みと（イラスト） 『山田ババアに花束を』 講談社〈講談社X文庫ティーンズハート〉、1987年5月発行、ISBN 4-06-190097-8

## 映画
1990年12月15日に東宝で映画化された。同時上映作品は『スキ!』。当時VHS化はされたものの、それ以降は映像ソフト化されていない。
当時の好感度上位タレントであった山田邦子を主演に起用しているものの、年間のブロックブロッキングを組んでいる東宝の正月興行としてはシリーズものやアイドルものでもない作品は異色であり、興行も振るわなかった。本作品の公開時点で翌年の正月興行である『ゴジラvsキングギドラ』の企画が進行しており、書籍『平成ゴジラ大全』では同作品までのショートリリーフであったと推測している。

### キャスト
- 山田正子 - 山田邦子[2]

名門女子校「清花女学院」に勤務する女性教諭。生活指導担当という事もあり、生徒たちからは恐れられている。恋愛から縁遠くなっており、独身。所謂「オールドミス」で生徒達からは「山田ババア」と呼ばれている。
- 神崎瑠奈 - 西田ひかる[2]

清花女学院の生徒。活発な性格で友達が多く、ボーイフレンドもいる所謂「今どきの女子高生」タイプ。正子と体が入れ替わってからは彼女の苦労などを知るようになり、正子と裕二との恋を成就させるべく奔走する。
- 岸真由子 - 仁藤優子[2]
- 山田ツネ子 - 野村昭子[2]
- 教頭先生 - 出光元[2]

正子にお見合いの話を持って来る。
- 戸倉真人 - 高嶋政伸[2]

医大生。瑠奈のボーイフレンド。
- 水沢裕二 - 古尾谷雅人[2]

正子のお見合い相手。実は正子の15年前の初恋の人。
- 北川先生 - 楠見彰太郎[2]
- 戸念病院看護婦長 - ペコちゃん
- 佐藤 - 山田吾一[2]
- 井上 - 横山あきお[2]
- マミ - 金剛寺美樹[2]
- ユキコ - 森下桂[2]
- ミカ - 大神いづみ[2]
- リン - 李媛[2]
- ミユキ - 飯田かおり[2]
- タカシ - 川本昭彦[2]

### スタッフ
- 原作：花井愛子[3]
- 監督：大井利夫[2]
- 脚本：吉本昌弘[2]
- 美術：中澤克巳[2]
- 照明：佐野政美[2]
- 撮影：杉村博章[2]
- 編集：飯塚勝[2]
- 主題歌：DREAMS COME TRUE「うれしい!たのしい!大好き!」、「ひさしぶりのI Miss You」、「悲しいKiss」
- 音楽：谷川賢作[2]
- 録音：武進[2]
- 助監督：佐藤陸夫[2]
- プロデューサー：松木孝司[2]、皆川一[2]
- 製作協力∶トレジャアイランド[2]
- 製作：東宝[3]、フィルムフェイス[3]
- 配給：東宝[3]

## ミュージカル
1989年に青山円形劇場公演としてミュージカル化された。このミュージカル版を元に、シナリオブックが講談社、ミュージカルの曲を収録したCDがEMIミュージック・ジャパンから発売されている。

## 続編
1999年に後日談として集英社文庫から『殺人ダイエット：山田ババアの世直しファイル』が発売されている。